# Norma imperativa
En derecho se considera norma imperativa a aquella norma jurídica que posee un contenido del que los sujetos jurídicos no pueden prescindir, de manera que la regulación normativa que se haga de la materia tendrá completa validez independientemente de la voluntad del individuo. Hace referencia al modo o forma por la cual el legislador, por medio de sus competencias, establece una norma jurídica de forma imponente o por medio de sanciones dentro de un sistema normativo para su efectivo cumplimiento la cual hace que sea de inmediato cumplimiento por parte de la sociedad a la cual representa.
El concepto de norma imperativa se contrapone al de norma dispositiva, pues en este último supuesto, la norma y su contenido están supeditadas y mencionadas al principio de voluntariedad, y su aplicación está limitada a los supuestos en los que los sujetos no regulen sus relaciones en sentido distinto al dictado por la norma dispositiva.
Es el tipo de norma predominante sobre todo en el derecho público. Cabe agregar que la mayor parte de las normas de los distintos ordenamientos jurídicos tienen carácter imperativo, aunque existe un mayor margen para la autonomía de la voluntad en el derecho privado. Aplica la condición, el carácter o sanción como métodos o herramientas de equilibrio para que sus normas o leyes sean reconocidas y por otra parte acatadas en el territorio de competencia.
- Datos: Q1640127